# Condado de Boulder
O Condado de Boulder (em inglês:  Boulder County) é um dos 64 condados do estado americano do Colorado. A sede e maior cidade do condado é Boulder. Foi fundado em 1 de novembro de 1861.
O condado possui uma área de 1 917 km², dos quais 36 km² estão cobertos por água, uma população de 294 567 habitantes, e uma densidade populacional de 156,6 hab/km² (segundo o censo nacional de 2010).